# João Cícero, Príncipe-Eleitor de Brandemburgo
João Cícero de Brandemburgo (em alemão: Johann Cicero; 2 de agosto de 1455 – 9 de janeiro de 1499) foi Príncipe-Eleitor de Brandemburgo de 1486 até sua morte. Pertencente à Casa de Hohenzollern, foi o primeiro de sua dinastia a governar a Marca de Brandemburgo de forma contínua e hereditária.

## Biografia
João Cícero nasceu em Berlim, filho de Alberto III Aquiles, eleitor de Brandemburgo, e de Margarida de Baden. Desde cedo foi preparado para a administração dos territórios da família Hohenzollern.
Em 1476, seu pai transferiu-lhe o governo da Marca de Brandemburgo, embora tenha permanecido como eleitor até sua abdicação formal em 1486.
Após a morte de Alberto III, João Cícero tornou-se oficialmente Príncipe-Eleitor de Brandemburgo, consolidando o controle da família Hohenzollern sobre a região.

## Governo
João Cícero procurou fortalecer o poder central contra os nobres locais e aumentou a autoridade administrativa em Berlim. Também reorganizou o sistema fiscal, promovendo maior arrecadação e controle territorial.

## Casamento e descendência
Em 1476, casou-se com Margarida da Saxônia, filha do duque Guillaume III da Saxônia.
Tiveram os seguintes filhos:
- Joaquim I Nestor (1484–1535) — sucedeu-o como eleitor.
- Ana — casou-se com Frederico de Schleswig-Holstein.
- Urzula — tornou-se abadessa.

## Morte e sucessão
João Cícero morreu em Berlim em 9 de janeiro de 1499 e foi sepultado na Catedral de Brandemburgo.
Foi sucedido por seu filho Joaquim I Nestor, dando continuidade ao domínio hereditário dos Hohenzollern sobre Brandemburgo.

## Biografia
Joaquim nasceu em Cölln, um dos assentamentos que dariam origem a Berlim. Era o filho mais velho de João Cícero de Brandemburgo e de Margarida da Saxônia.
Recebeu uma educação humanista, supervisionado por Dietrich von Bülow, bispo de Lebus. Em 1499, com a morte de seu pai, assumiu o eleitorado de Brandemburgo aos 15 anos.
Em 1502, casou-se com Isabel da Dinamarca, filha do rei João da Dinamarca. O casal teve cinco filhos, incluindo Joaquim II Héctor de Brandemburgo, que o sucedeu.
Em 1506, fundou a Universidade Viadrina em Frankfurt (Oder), com o objetivo de fortalecer a administração e a formação do clero e juristas no território.

## Relações religiosas
Durante a ascensão da Reforma Luterana, Joaquim I permaneceu fiel à Igreja Católica. Seu irmão, Alberto de Brandemburgo, tornou-se arcebispo de Magdeburgo e Mainz, cargos que financiaram por meio da venda de indulgências — prática que viria a ser duramente criticada por Martinho Lutero em 1517.
Mesmo com o avanço do luteranismo, Joaquim I manteve políticas conservadoras. Sua esposa, Isabel, converteu-se ao protestantismo em 1528 e fugiu para a Saxônia, permanecendo separada dele até sua morte.

## Descendência
Joaquim I e Isabel da Dinamarca tiveram:
- Joaquim II Héctor de Brandemburgo (1505–1571) — sucessor como eleitor.
- Ana de Brandemburgo (1507–1567) — casou-se com Alberto VII de Mecklemburgo.
- Elisabete (1510–1558) — casou-se com Érico I de Brunswick-Calenberg e depois com Poppo XII de Henneberg.
- Margarida (1511–1577) — casou-se com Jorge I de Pomerânia e depois com João V de Anhalt-Zerbst.
- João (1513–1571) — tornou-se marquês de Brandemburgo-Küstrin.

## Morte e sucessão
Joaquim I morreu em Stendal em 11 de julho de 1535 e foi sepultado na Catedral de Brandemburgo. Seu filho Joaquim II Héctor de Brandemburgo o sucedeu e, em 1539, converteu oficialmente o eleitorado ao luteranismo.

## Biografia
Joaquim nasceu em Cölln, um dos assentamentos que dariam origem a Berlim. Era o filho mais velho de João Cícero de Brandemburgo e de Margarida da Saxônia.
Recebeu uma educação clássica e humanista sob a supervisão de Dietrich von Bülow, bispo de Lebus. Em 1499, com a morte de seu pai, assumiu o eleitorado de Brandemburgo aos 15 anos.
Em 1502, casou-se com Isabel da Dinamarca, filha do rei João da Dinamarca. O casal teve cinco filhos, incluindo Joaquim II Héctor, que o sucedeu.
Em 1506, fundou a Universidade Viadrina em Frankfurt (Oder), consolidando seu apoio à educação e à administração pública.

## Relações religiosas
Durante a ascensão da Reforma Luterana, Joaquim manteve Brandemburgo fiel à Igreja Católica. Seu irmão, Alberto de Brandemburgo, ocupava os importantes cargos de arcebispo de Magdeburgo e Mainz, e esteve envolvido com a venda de indulgências — uma das causas principais das 95 Teses de Martinho Lutero.
Mesmo com o avanço do luteranismo, Joaquim permaneceu católico. Sua esposa, porém, converteu-se ao protestantismo em 1528 e fugiu para a Saxônia.

## Descendência
Joaquim I e Isabel da Dinamarca tiveram:
- Joaquim II Héctor (1505–1571) — sucedeu o pai como eleitor.
- Ana de Brandemburgo (1507–1567) — casou-se com Alberto VII de Mecklemburgo.
- Elisabete (1510–1558) — casou-se com Érico I de Brunswick-Calenberg e depois com Poppo XII de Henneberg.
- Margarida (1511–1577) — casou-se com Jorge I de Pomerânia e depois com João V de Anhalt-Zerbst.
- João (1513–1571) — tornou-se marquês de Brandemburgo-Küstrin.

## Morte e sucessão
Joaquim faleceu em Stendal em 11 de julho de 1535. Foi sepultado na Catedral de Brandemburgo. Seu filho Joaquim II Héctor sucedeu-o e mais tarde converteu oficialmente Brandemburgo ao luteranismo em 1539.